# Lugnet
Lugnet – kompleks sportowy w szwedzkim mieście Falun. Znajdują się tu między innymi skocznie narciarskie wybudowane specjalnie na Mistrzostwa Świata w Narciarstwie Klasycznym 1974: skocznia duża (K120, HS134) oraz skocznia normalna (K90, HS100). Ostatnia większa modernizacja obiektów miała miejsce między 2012 a 2013 rokiem, przed Mistrzostwami Świata w Narciarstwie Klasycznym 2015. Skocznie wyposażone są w sztuczne oświetlenie (na dużej można rozgrywać zawody także latem, gdyż jest wyłożona igelitem) oraz trybuny na 15 tys. widzów.
W okolicy stadionu Lugnet znajdują się liczne narciarskie trasy biegowe. Od 1947 roku organizowane są tu zawody Svenska Skidspelen (wzorowane na zawodach w norweskim Holmenkollen), a od 2009 roku regularnie odbywa się tu Finał Pucharu Świata w biegach narciarskich. W pobliżu znajduje się także hala unihokeja i lodowisko do gry w bandy.
W lecie 2012 roku rozpoczęto przebudowę całego stadionu w związku z organizacją przez Falun Mistrzostw Świata w Narciarstwie Klasycznym 2015. Powiększona została skocznia duża (z HS-124 do HS-134), normalna (z HS-98 do HS-100) oraz zostało wybudowanych kilka mniejszych obiektów: K60, K35, K15 i K10.

## Skocznia duża
Punkt konstrukcyjny umieszczony jest na 120 metrze zeskoku, zaś rozmiar skoczni wynosi 134 metry.
Rekordzistą obiektu przed ostatnią modernizacją był Fin Matti Hautamäki, który skoczył tutaj 130,5 metra.
W 2014 roku po kilkunastu latach nieobecności odbyły się na skoczni zawody Pucharu Świata w skokach narciarskich oraz w kombinacji norweskiej. Nowym rekordzistą skoczni został Niemiec Severin Freund, który skoczył 135 metrów w drugiej serii zawodów odbywających się 26 lutego 2014 roku. Rekord ten wyrównał Rune Velta w kwalifikacjach do konkursu indywidualnego na Mistrzostwach Świata 2015. 
Obecnym rekordzistą skoczni jest Severin Freund, który 26 lutego 2015 roku skoczył 135,5 metra w drugiej serii konkursu indywidualnego na mistrzostwach świata w Falun.  

### Parametry skoczni
- Punkt konstrukcyjny: 120 m
- Wielkość skoczni (HS): 134 m
- Punkt sędziowski: 134 m
- Oficjalny rekord skoczni: 135,5 m –  Severin Freund (26.02.2015)
- Długość rozbiegu: 93,2 m
- Nachylenie progu: 11°
- Wysokość progu: 4 m
- Nachylenie zeskoku: 37,1°
- Średnia prędkość na rozbiegu: ok. 90 km/h

### Rekordziści skoczni
| Lp. | Dzień     | Rok  | Zawodnik              | Odległość | Zawody                  | Uwagi                         |
| --- | --------- | ---- | --------------------- | --------- | ----------------------- | ----------------------------- |
| 1.  | 23 lutego | 1974 | Hans-Georg Aschenbach | 104,0 m   | Mistrzostwa Świata 1974 |                               |
| 2.  | 23 lutego | 1974 | Karel Kodejška        | 104,0 m   | Mistrzostwa Świata 1974 | wyrównanie rekordu            |
| 3.  | 8 marca   | 1985 | Andreas Felder        | 115,5 m   | Puchar Świata           |                               |
| 4.  | 6 grudnia | 1992 | Lasse Ottesen         | 116,5 m   | Puchar Świata           |                               |
| 5.  | 21 lutego | 1993 | Espen Bredesen        | 125,5 m   | Mistrzostwa Świata 1993 |                               |
| 6.  | 11 marca  | 1998 | Primož Peterka        | 128,0 m   | Puchar Świata           |                               |
| 7.  | 13 marca  | 2002 | Matti Hautamäki       | 130,5 m   | Puchar Świata           |                               |
| 8.  | 25 lutego | 2014 | Kamil Stoch           | 129,5 m   | Puchar Świata           | rekord skoczni po przebudowie |
| 9.  | 26 lutego | 2014 | Severin Freund        | 133,0 m   | Puchar Świata           |                               |
| 10. | 26 lutego | 2014 | Noriaki Kasai         | 133,0 m   | Puchar Świata           | wyrównanie rekordu            |
| 11. | 26 lutego | 2014 | Kamil Stoch           | 134,5 m   | Puchar Świata           |                               |
| 12. | 26 lutego | 2014 | Severin Freund        | 135,0 m   | Puchar Świata           |                               |
| 13. | 25 lutego | 2015 | Rune Velta            | 135,0 m   | Mistrzostwa Świata 2015 | wyrównanie rekordu            |
| 14. | 26 lutego | 2015 | Severin Freund        | 135,5 m   | Mistrzostwa Świata 2015 |                               |
| 15. | 28 lutego | 2015 | Severin Freund        | 143,0 m   | Mistrzostwa Świata 2015 | skok podparty                 |

## Skocznia normalna
Punkt konstrukcyjny umieszczony jest na 90 metrze, zaś rozmiar skoczni wynosi 100 metrów. Obecnie skocznia nie ma igelitu, choć takowy był na skoczni wcześniej.
Rekordzistą obiektu jest obecnie Niemiec Severin Freund, który skoczył tutaj 97,0 metrów.

### Parametry skoczni
- Punkt konstrukcyjny: 90 m
- Wielkość skoczni (HS): 100 m
- Oficjalny rekord skoczni: 97,0 m –  Severin Freund (22.02.2015)
- Nachylenie progu: 10,5°
- Nachylenie zeskoku: 37,3°

### Rekordziści skoczni
| Lp. | Dzień           | Rok  | Zawodnik              | Odległość | Zawody                  | Uwagi                         |
| --- | --------------- | ---- | --------------------- | --------- | ----------------------- | ----------------------------- |
| 1.  | 16 lutego       | 1974 | Hans-Georg Aschenbach | 90,0 m    | Mistrzostwa Świata 1974 |                               |
| 2.  | 10 października | 1981 | Armin Kogler          | 90,5 m    | Svenska Skidspelen      |                               |
| 3.  | 6 marca         | 1984 | Jeff Hastings         | 91,5 m    | Puchar Świata           |                               |
| 4.  | 27 lutego       | 1993 | Masahiko Harada       | 92,5 m    | Mistrzostwa Świata 1993 |                               |
| 5.  | 4 lutego        | 1995 | Takanobu Okabe        | 100,0 m   | Puchar Świata           |                               |
| 6.  | 13 marca        | 1996 | Primož Peterka        | 105,0 m   | Puchar Świata           |                               |
| 7.  | 21 lutego       | 2015 | Rune Velta            | 95,5 m    | Mistrzostwa Świata 2015 | rekord skoczni po przebudowie |
| 8.  | 21 lutego       | 2015 | Severin Freund        | 96,0 m    | Mistrzostwa Świata 2015 | rekord skoczni po przebudowie |
| 9.  | 22 lutego       | 2015 | Akito Watabe          | 99,5 m    | Mistrzostwa Świata 2015 | kombinacja norweska           |
| 10. | 22 lutego       | 2015 | Håvard Klemetsen      | 101,0 m   | Mistrzostwa Świata 2015 | kombinacja norweska           |
| 11. | 22 lutego       | 2015 | Sarah Hendrickson     | 98,5 m    | Mistrzostwa Świata 2015 | rekord skoczni kobiet         |
| 12. | 22 lutego       | 2015 | Severin Freund        | 97,0 m    | Mistrzostwa Świata 2015 |                               |

## Galeria

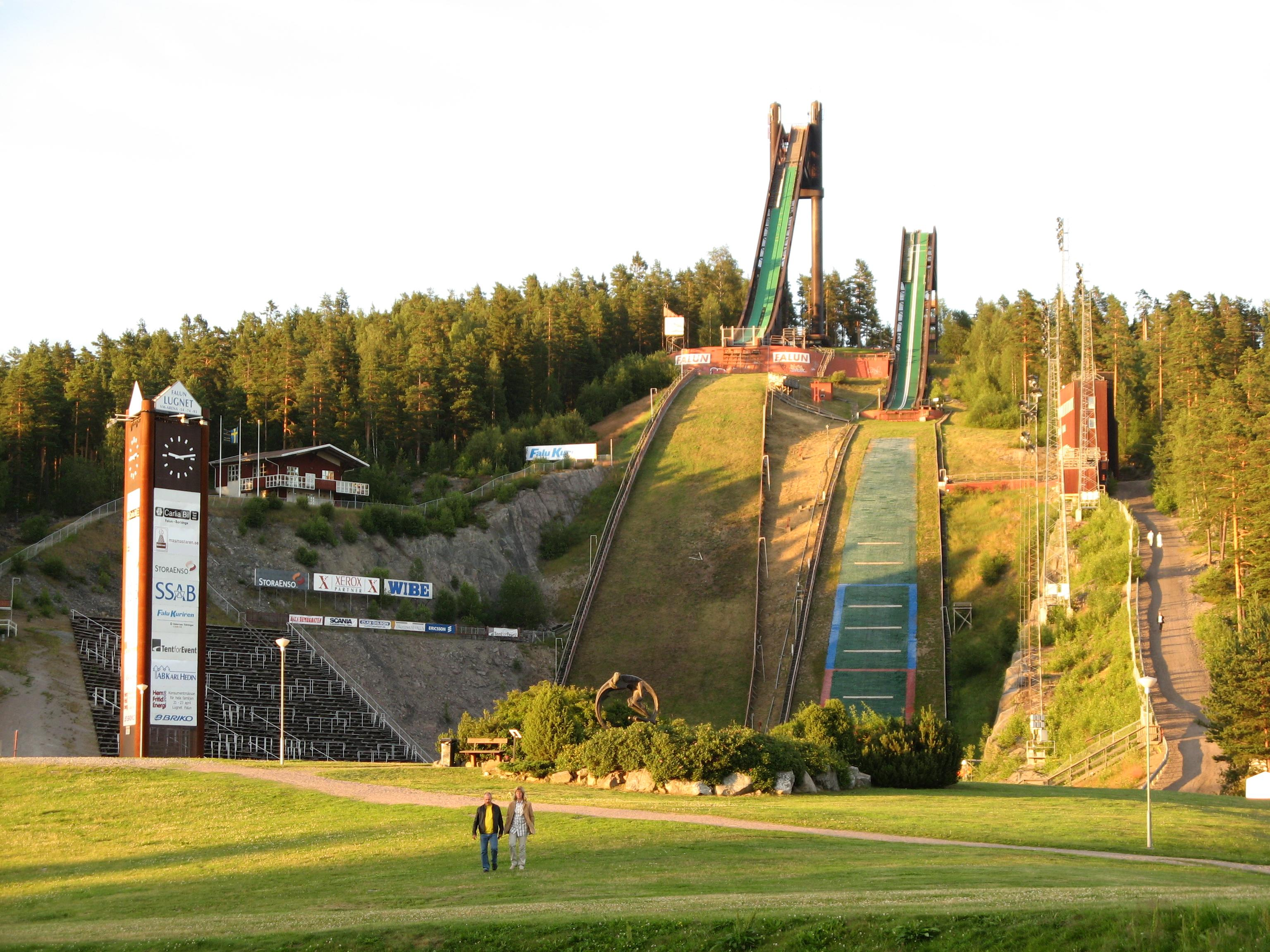
Skocznie w lecie
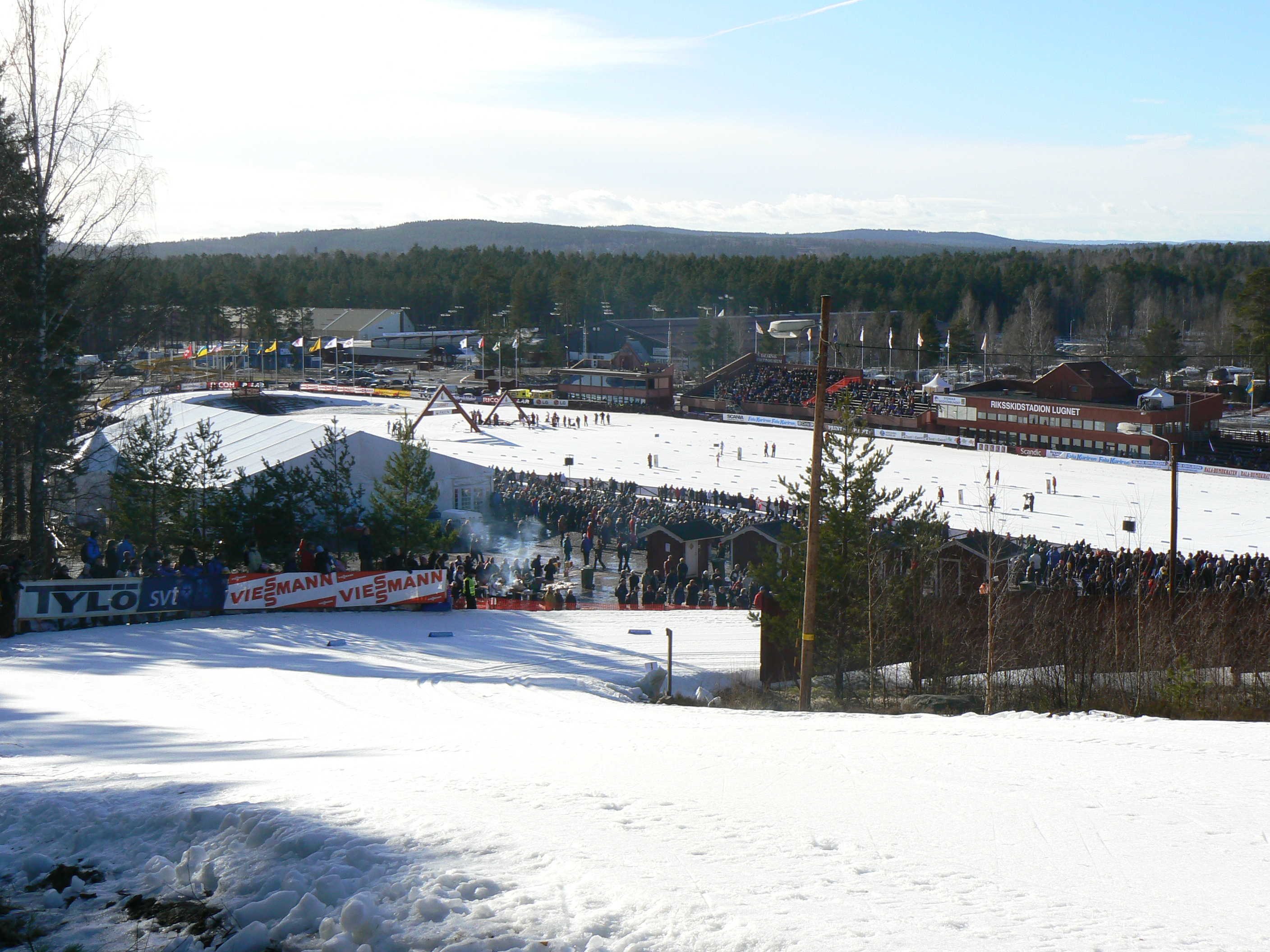
Stadion
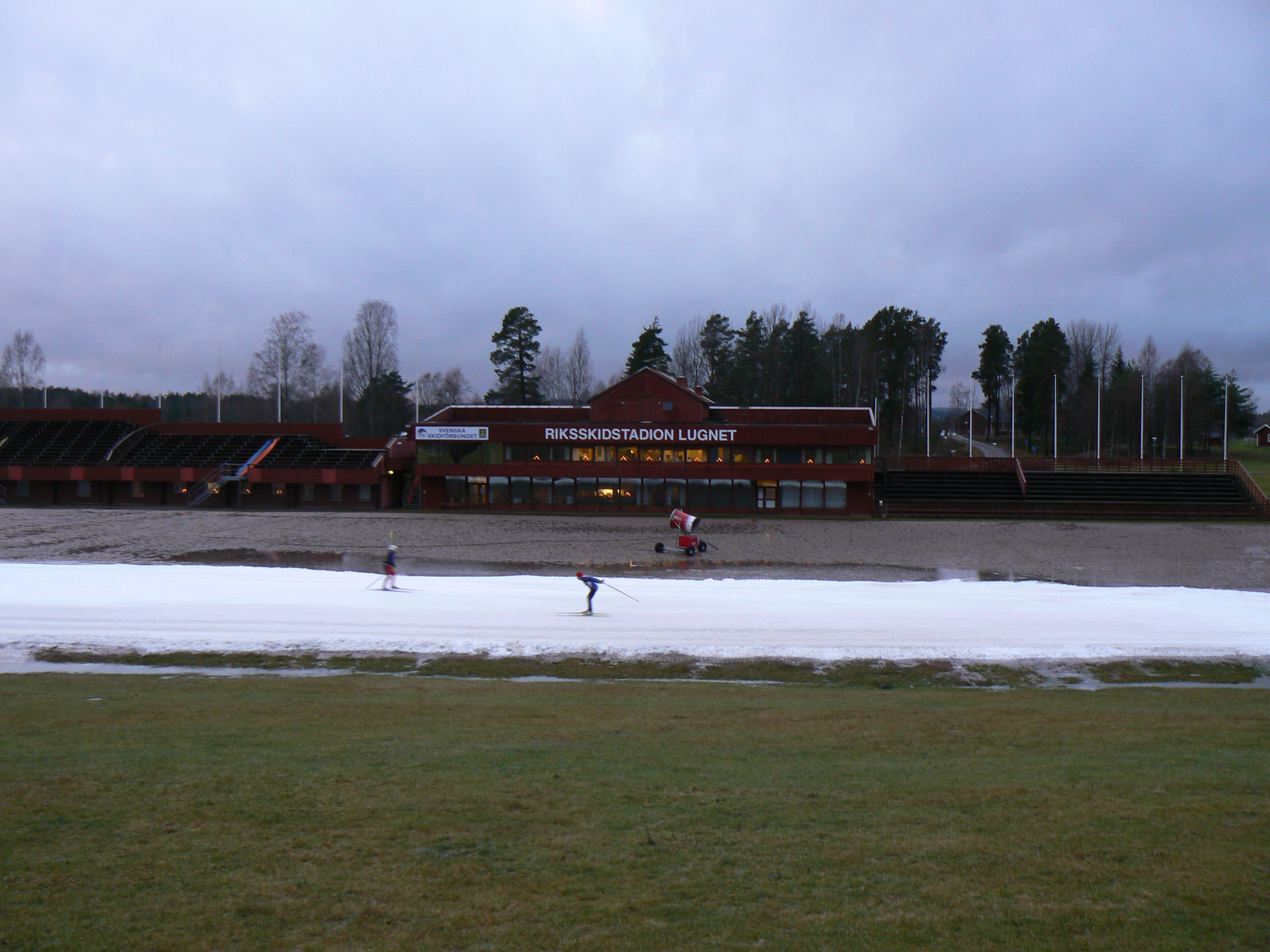
Stadion
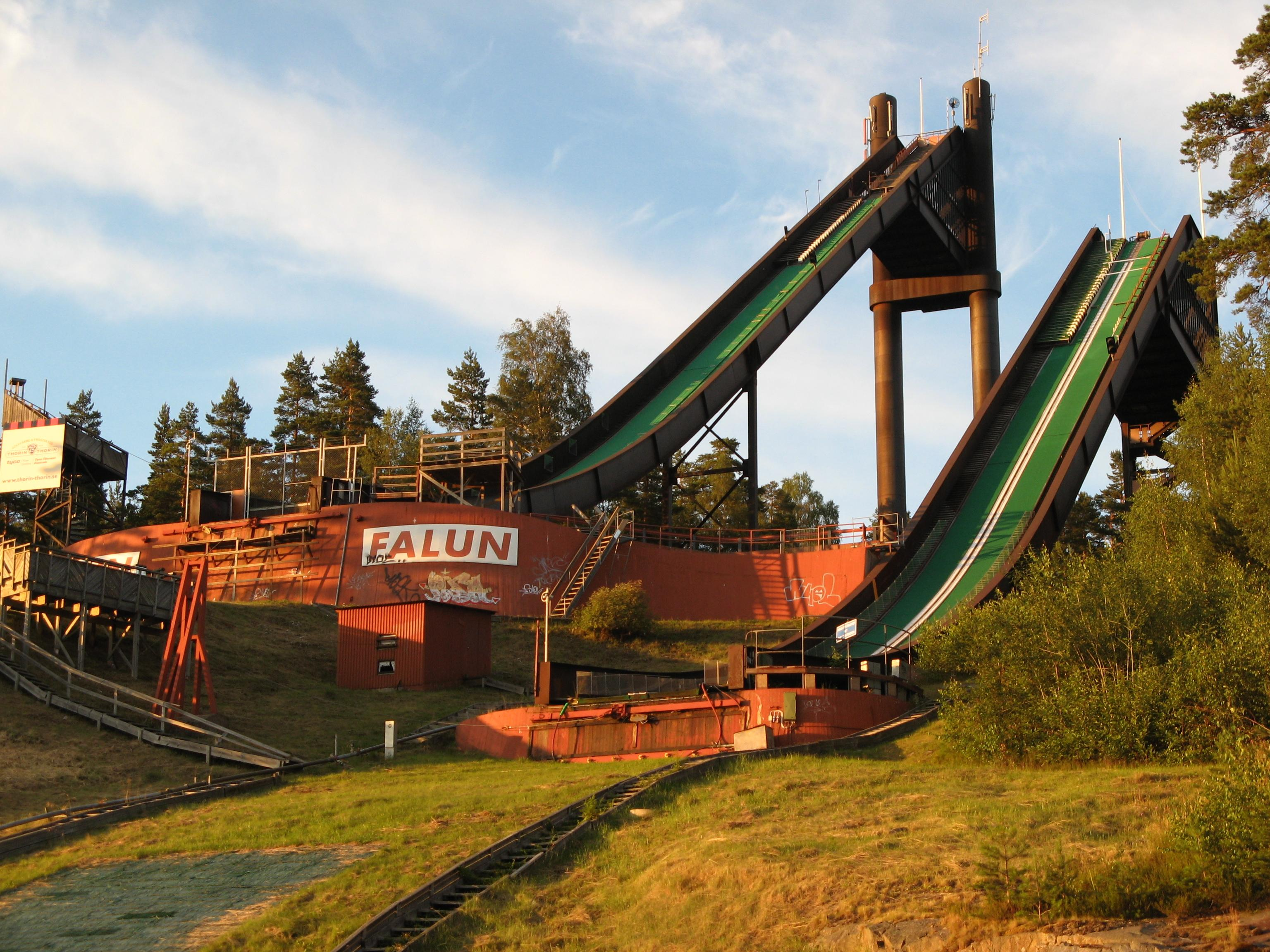
Skocznie